# تیلور نیکولز
تیلور نیکولز (انگلیسی: Taylor Nichols؛ زادهٔ ۳ مارس ۱۹۵۹) یک هنرپیشه اهل ایالات متحده آمریکا است.
از فیلم‌ها یا برنامه‌های تلویزیونی که وی در آن نقش داشته‌است می‌توان به کنگو و آخرین روزهای دیسکو اشاره کرد.